# جوسيف ماركس
جوسيف ماركس (بالألمانية: Josef Marx)‏ (20 نوفمبر 1934 بغيسيكه في ألمانيا - 24 أغسطس 2008) هو لاعب كرة قدم ألماني في مركز الوسط. شارك مع منتخب ألمانيا لكرة القدم. أما مع النوادي، فقد لعب مع نادي كارلسروه ونادي سودينغن ‏.

## وصلات خارجية
- جوسيف ماركس على موقع قاعدة بيانات كرة القدم.إي يو (الإنجليزية)
- جوسيف ماركس على موقع بيانات كرة القدم. دي إي (الألمانية)
- جوسيف ماركس على موقع ناشيونال فوتبول تيمز (الإنجليزية)
- جوسيف ماركس على موقع عالم كرة القدم.نت (الإنجليزية)